# Rijkswerf
Le Rijkswerf (en néerlandais, Chantier naval d'État) était un chantier naval situé à Amsterdam qui construisit une quantité importante de navires de guerre pour la Marine royale néerlandaise (Koninklijke Marine). 
En 1867, le chantier naval a été modernisé pour construire des navires blindés et en 1915, il a cessé ses activités.  
Les premiers navires cuirassés construits étaient des copies des navires étrangers achetés par la marine néerlandaise. Plus tard, les navires ont été construits avec des conceptions néerlandaises. Le chantier naval a construit essentiellement des croiseurs non protégés, des cuirassés, des croiseurs protégés, des navires de défense côtière, des canonnières et des monitors.

## Les prédécesseurs du Rijkswerf

### Chantier naval de l'Amirauté d'Amsterdam

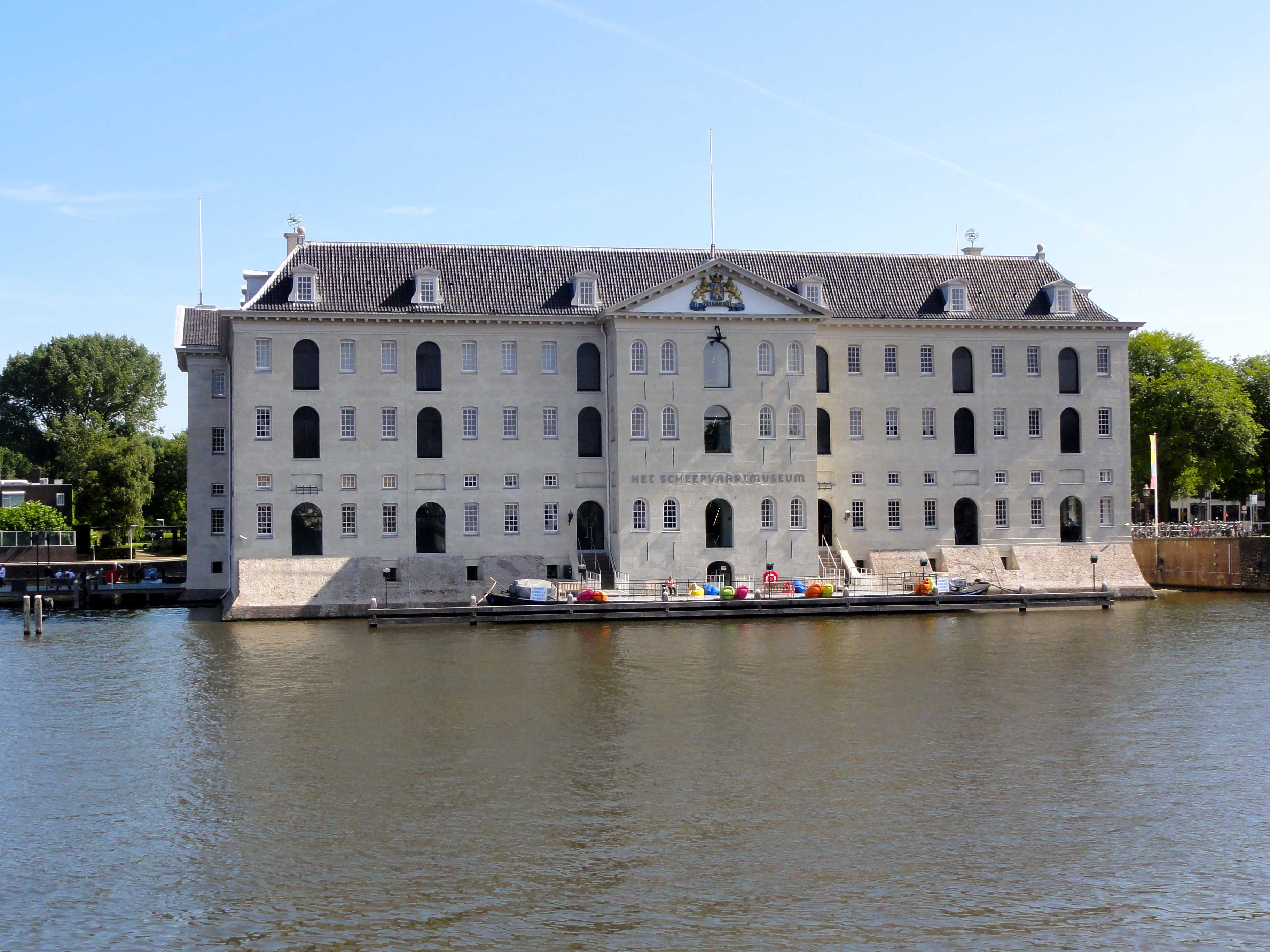
Le 's Lands Zeemagazijn (arsenal) en 2012

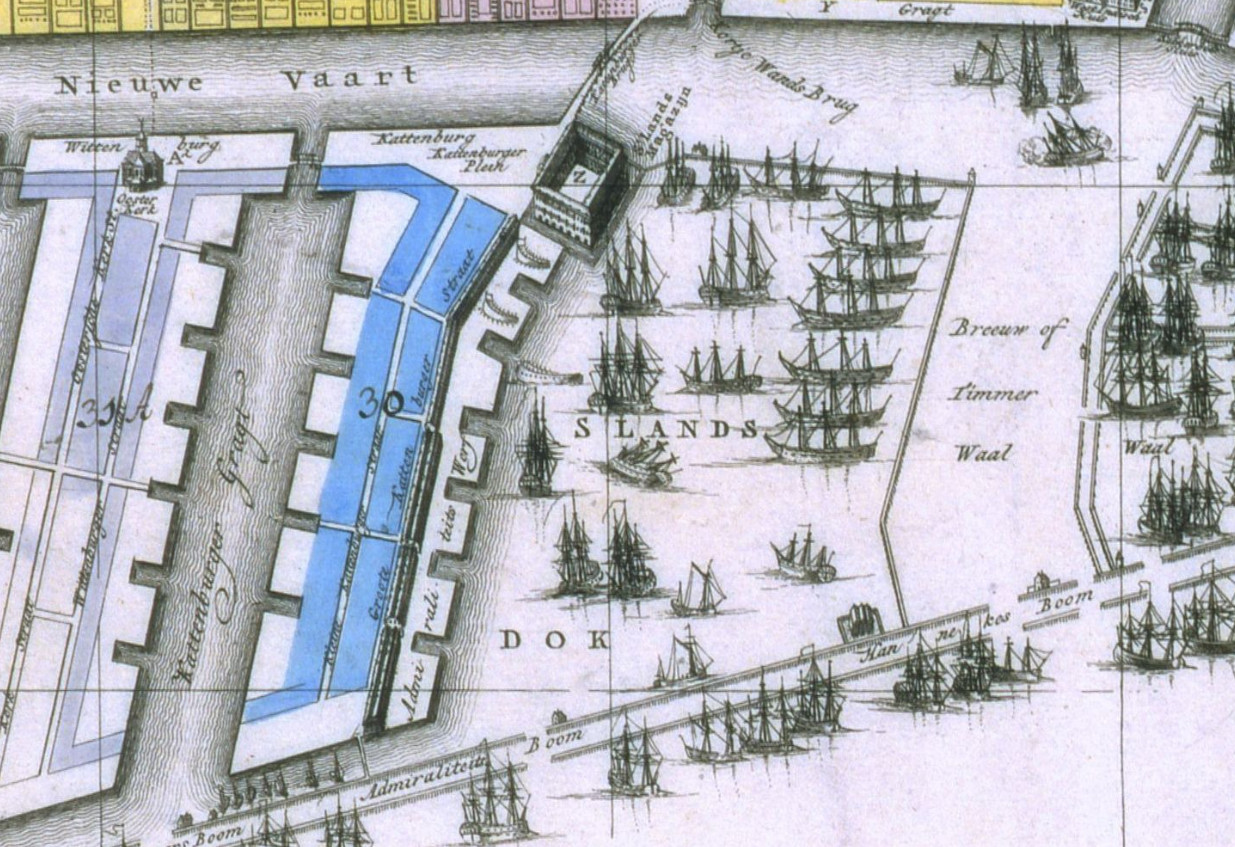
La cour vue du nord, fin du XVIIIe siècle, par Mortier Covens en Zoon

À l'époque de la République des sept Provinces-Unies des Pays-Bas, les affaires navales étaient gérées par cinq amirautés locales. L'Amirauté d'Amsterdam était la plus importante d'entre elles. La première guerre anglo-néerlandaise a prouvé la nécessité d'une marine professionnelle. Le 12 août 1655, l'Amirauté obtint donc toute la bande ouest de l'île de Kattenburg pour la construction d'un arsenal et d'un chantier naval. L'arsenal est rapidement construit à l'extrémité sud de l'île de Kattenburg en 1656. Il s'appelait 's Lands Zeemagazijn et abrite aujourd'hui le musée maritime des Pays-Bas (Nederlands Scheepvaartmuseum).
Le reste de l'île de Kattenburg s'étend au nord le long de la Kattenburgerstraat. Sur le côté ouest de cette rue, l'ancienne cour est toujours entourée d'un très long bâtiment du XVIIᵉ siècle et d'un long mur ancien qui s'étend presque jusqu'à l'extrémité nord de l'île de Kattenburg. Les cales de halage du chantier naval se trouvaient immédiatement de l'autre côté (ouest) de cette enceinte.
Depuis l'arsenal et l'extrémité nord de Kattenburg, des barrages s'étendaient à l'ouest et entouraient une étendue d'eau presque carrée appelée 's lands Dok. Dans ce dock, les navires de l'amirauté pouvaient se reposer "In ordinary (en)". C'était la condition habituelle pour les navires de guerre à l'époque de la république néerlandaise. Les parties supérieures du mât, la plupart des gréements, les voiles, les canons, etc. étaient enlevés et stockés dans l'arsenal adjacent. La quasi-totalité du dock a maintenant été remplie, et est occupée par des bâtiments modernes.

### Chantier naval d'État à l'époque française

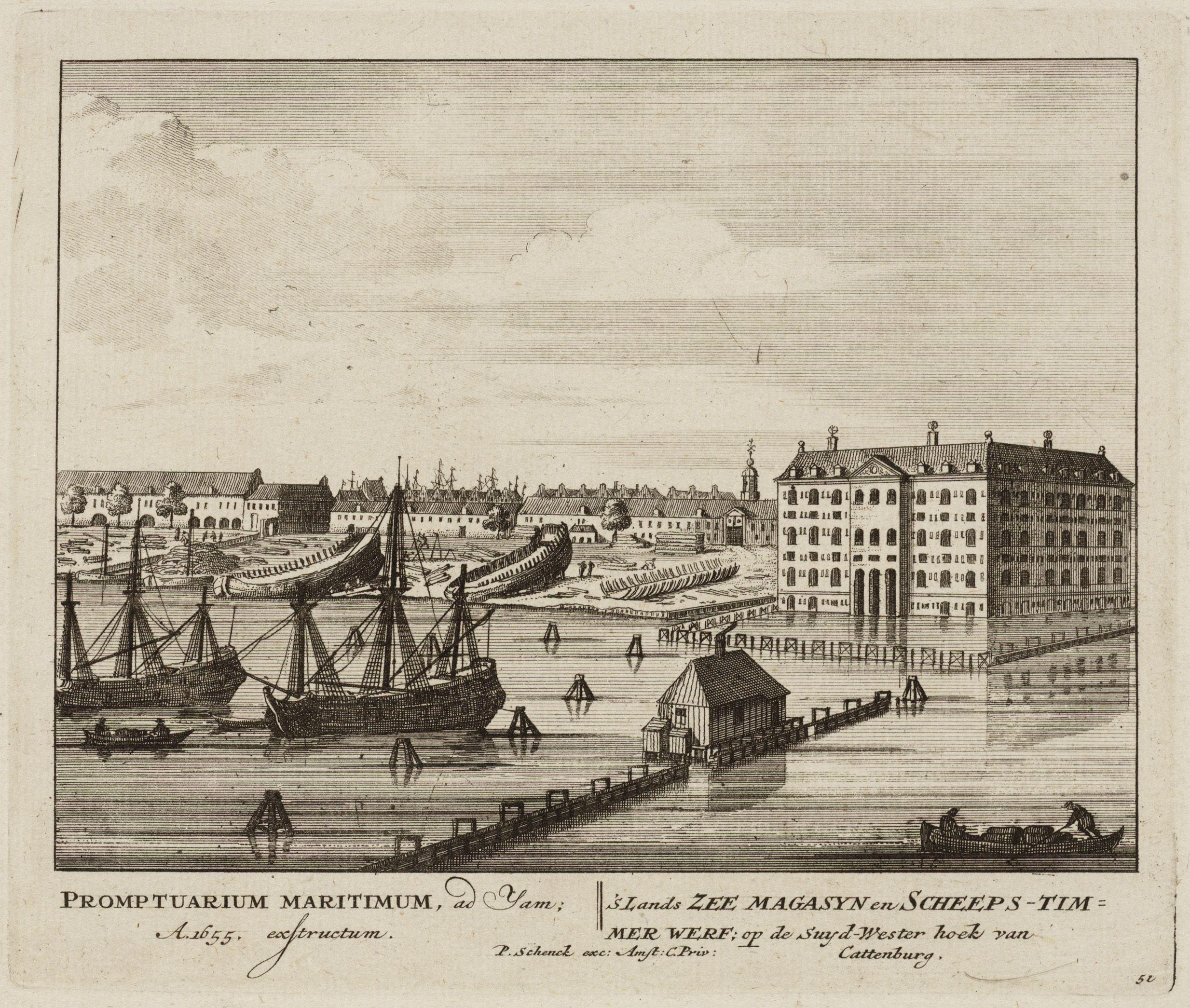
Les cales de halage sont à gauche (nord) de l'arsenal, derrière celles-ci l'enceinte, vers 1710

Les événements de 1795 ont créé la République batave, le début de la période française aux Pays-Bas. Les amirautés sont remplacées par un comité national pour les affaires navales. Cela signifie que tous les biens des amirautés sont nationalisés, ce qui donne naissance à cinq chantiers navals d'État. En 1806, le royaume de Hollande devient propriétaire du chantier naval. En 1811, ce royaume a été annexé par l'empire de Napoléon, faisant du chantier naval un chantier naval impérial français. Cette situation a pris fin à la fin de l'année 1813, lorsque les Pays-Bas sont redevenus indépendants. La période française a été un désastre pour la navigation néerlandaise. Elle aurait pu devenir un désastre pour le chantier, en raison de la construction de Willemsoord, une base navale près de Den Helder, et un concurrent possible.

## Le Rijkswerf

### Chantier naval du royaume uni des Pays-Bas
La fondation du royaume uni des Pays-Bas en 1815 a marqué un nouveau départ pour le Rijks Werf (chantier naval national) d'Amsterdam. Cependant, le contexte de 1815 était très différent de celui de 1795. L'époque française avait été totalement ruineuse pour l'économie néerlandaise. La nation ne peut plus se permettre un budget naval comparable à celui des grandes puissances européennes. En outre, le royaume uni des Pays-Bas est un État qui se concentre sur sa place dans une coalition qui doit tenir la France en échec, et qui se concentre donc sur son armée.
Les circonstances générales n'étaient pas propices à une grande activité sur le chantier, mais à l'échelle nationale, le Rijkswerf Amsterdam a eu de la chance. Bien que Willemsoord reste une base navale et qu'elle soit fortement agrandie, les partisans du transfert de la construction navale là-bas n'obtiennent pas ce qu'ils veulent. La plupart des quelques nouveaux navires de ligne et frégates qui furent construits, furent à nouveau déposés à Amsterdam, Flessingue et Rotterdam ayant également leur part. En 1816, les vestiges du chantier naval « concurrent » de Harlingen sont vendus et en 1828, le Rijkswerf Medemblik est fermé.

### Des débuts difficiles (1830-1850)
Le royaume uni des Pays-Bas s'est séparé en 1830. Les derniers actes comme la campagne des Dix-Jours, le siège d'Anvers (1832) et le blocus des côtes néerlandaises par la flotte anglaise, sont tous ruineux pour les finances de l'État. La sécession de la Belgique a également dépouillé l'État néerlandais de ses gisements de charbon et de fer, un autre désastre pendant la révolution industrielle. Tout cela a conduit à une économie rigoureuse sur la marine. Le Rijkswerf Rotterdam fermera en 1850. Pendant ce temps, le Rijkswerf Amsterdam construit de nombreux petits bateaux à aubes.

### Propulsion à hélice (1850-1860)
Au début des années 1850, les seuls chantiers navals néerlandais qui restaient étaient ceux de Flessingue et d'Amsterdam. Entre-temps, l'État néerlandais avait trouvé une nouvelle source de richesse dans le Cultuurstelsel (« système de culture ») mis en place dans les Indes orientales. Cela signifiait que la marine disposait de plus d'argent et que des investissements étaient réalisés dans ces deux établissements. C'était tout aussi bien, car l'invention de la propulsion à hélice venait de rendre obsolète toute la flotte de voiliers et de bateaux à aubes que possédaient les Hollandais. Les plus grands navires à hélice dont les Hollandais avaient besoin, les frégates à vapeur, furent construits à Flessingue en raison de leur tirant d'eau. Le Rijkswerf construira un grand nombre de corvettes à vapeur.

## Installations pour le blindage des navires
Lorsque les puissances étrangères ont commencé à armer leurs navires, les autorités néerlandaises ont décidé de créer des installations de blindage à Flessingue, et non à Amsterdam. C'était une bonne décision, car Flessingue était le seul port néerlandais qui avait accès à des eaux suffisamment profondes pour mettre à l'eau des navires capables de résister aux plus gros navires que les puissances étrangères mettaient à l'épreuve.
En 1867, le gouvernement néerlandais décida de déplacer les installations de blindage vers le Rijkswerf Amsterdam. Cette décision était liée à la stratégie défensive globale qui consistait à ne défendre que les endroits situés derrière la ligne d'eau hollandaise.

## Construction de navires blindés
Les premiers navires blindés que le Rijkswerf Amsterdam a construits étaient des copies de navires étrangers que la marine néerlandaise avait achetés. Le Cerberus en est un bon exemple.
Les navires suivants ont été construits selon des plans néerlandais. Le chantier a construit entre autres des cuirassés, des croiseurs protégés, des navires de défense côtière, des canonnières, des monitors et des croiseurs non protégés.

## La fin du Rijkswerf Amsterdam
En 1915, le Rijkswerf Amsterdam a cessé d'exister.

## Navires construits
| Navire                              | Type                      | Lancé   | Déplacement | Notes |
| ----------------------------------- | ------------------------- | ------- | ----------- | --- |
| Medusa                              | Navire de guerre à vapeur | 1854    | 1241        | Premier navire de guerre néerlandais à propulsion par hélice. |
| Wassenaar                           | Navire de guerre à vapeur | 1856    | 3650        | Première frégate à vapeur de la RNLN. Premier grand navire-école 1876-1904. Vendu à la ferraille en 1913. |
| Citadel van Antwerpen               | Navire de guerre à vapeur | 1857    | 1780        | |
| Vice Admiraal Koopman               | Navire de guerre à vapeur | 1858    | 1600        | |
| Djambi                              | Navire de guerre à vapeur | 1860    | 2030        | |
| Zoutman                             | Navire de guerre à vapeur | 1861    | 2030        | |
| Metalen Kruis                       | Navire de guerre à vapeur | 1862    | 2030        | |
| Willem                              | Navire de guerre à vapeur | 1863    | 2030        | |
| Watergeus                           | Sloop-of-war à hélice     | 1864    | 1405        | |
| Marnix                              | Sloop-of-war à hélice     | 1867    | 1488        | |
| Cerberus                            | Monitor                   | 1869    | 1584        | Le premier navire blindé construit aux Pays-Bass. |
| Zilveren Kruis                      | Navire de guerre à vapeur | 1869    | 2160        | |
| Bloedhond                           | Monitor                   | 1869    | 1683        | |
| Guinea                              | Navire cuirassé           | 1870    | 2198        | Sold for scrap 1897 |
| Hyena                               | Monitor                   | 1870    | 1594        | |
| Panter                              | Monitor                   | 1870    | 1594        | |
| Wesp                                | Monitor                   | 1871    | 1606        | |
| Van Galen                           | Navire de guerre à vapeur | 1872    | 2160        | |
| Koning der Nederlanden              | Navire cuirassé           | 1874    | 5400        | Scuttled 2 March 1942 |
| Les 6 navires de la Classe Atjeh    | Croiseur non protégé      | 1876-86 | 3425        | |
| Draak                               | Monitor                   | 1877    | 2204        | |
| Nautilus                            | Corvette                  | 1885    | 967         | Un navire en acier, a été posé le 27 août 1884 à l'adresse ¨Rijkswerf¨ à Amsterdam, aux Pays-Bas. Il a été lancé le 24 juin 1885 et mis en service le 16 février 1886 comme navire-école de la RNLN. Il a été mis hors service le 1er avril 1908 et converti pour être utilisé successivement comme navire d'hébergement et d'entraînement jusqu'en 1926, date à laquelle il a été définitivement mis hors service. |
| Reinier Claeszen                    | Monitor                   | 1891    | 2490        | |
| Koningin Wilhelmina der Nederlanden | Croiseur protégé          | 1892    | 4530        | Démoli en 1910 |
| Kortenaer                           | Navire de défense côtière | 1894    | 3464        | |
| Holland                             | Croiseur protégé          | 1896    | 3900        | |
| Utrecht                             | Croiseur protégé          | 1898    | 4033        | Il a été établi le 22 juillet 1897 sur le site ¨Rijkswerf¨ à Amsterdam, aux Pays-Bas, lancé le 14 juillet 1898 et mis en service le 1er mars 1901. Il a été mis hors service le 12 septembre 1905, révisé en 1906-1907 sur le site ¨Rijkswerf¨ à Amsterdam et remis en service le 13 octobre 1908. Vendu pour être démoli le 28 mai 1913 à Amsterdam.                                                               |
| Koningin Regentes                   | Navire de défense côtière | 1900    | 5002        | |
| Hertog Hendrik                      | Navire de défense côtière | 1902    | 5002        | |
| Marten Harpertszoon Tromp           | Navire de défense côtière | 1904    | 5210        | |
| Jacob van Heemskerck                | Navire de défense côtière | 1906    | 4920        | |
| De Zeven Provinciën                 | Navire de défense côtière | 1909    | 6530        | |
| Les 3 navires de la classe Brinio   | Canonnière                | 1912-13 | 530-545     | |

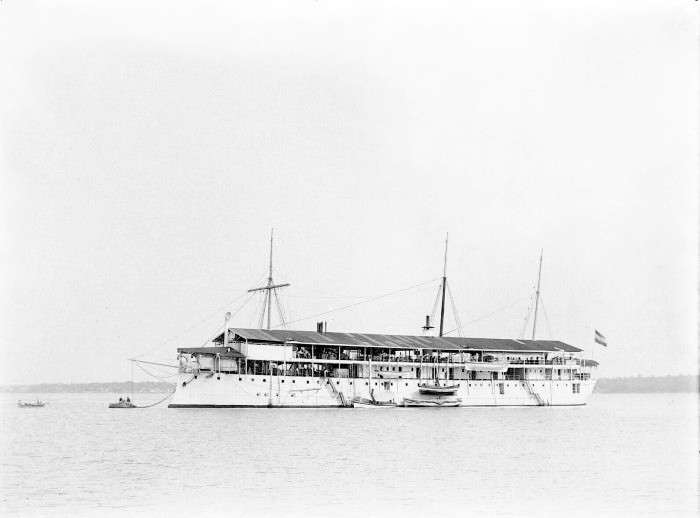
Koningin der Nederlanden
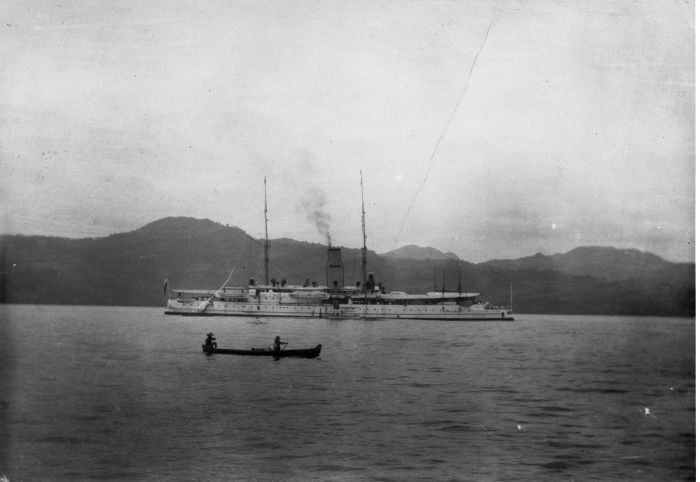
Koningin Wilhelmina der Nederlanden
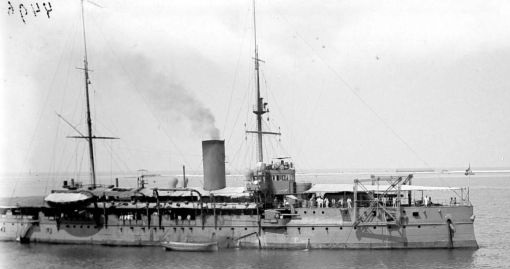
Hertog Hendrik
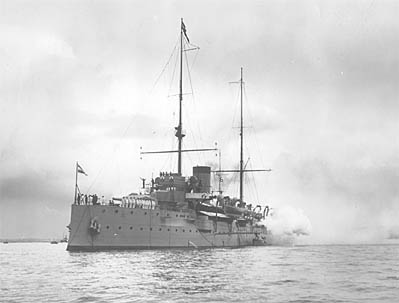
Marten Harpertszoon Tromp
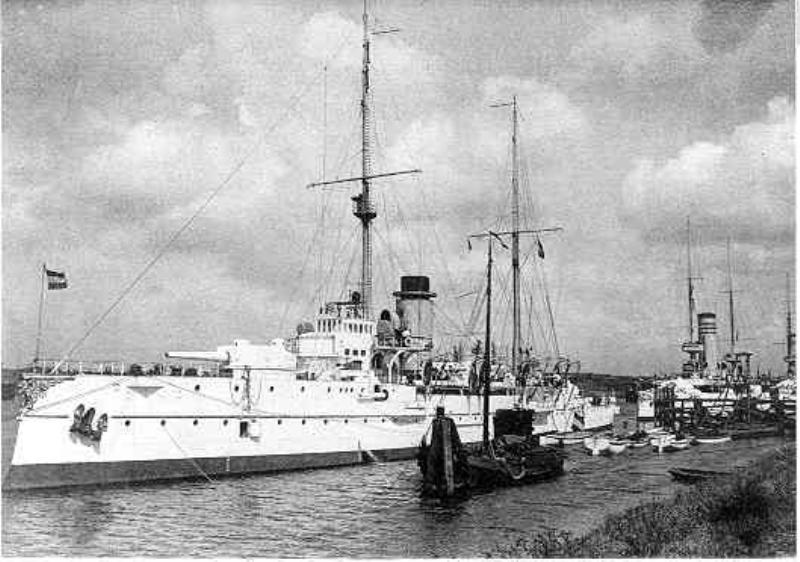
Jacob van Heemskerck
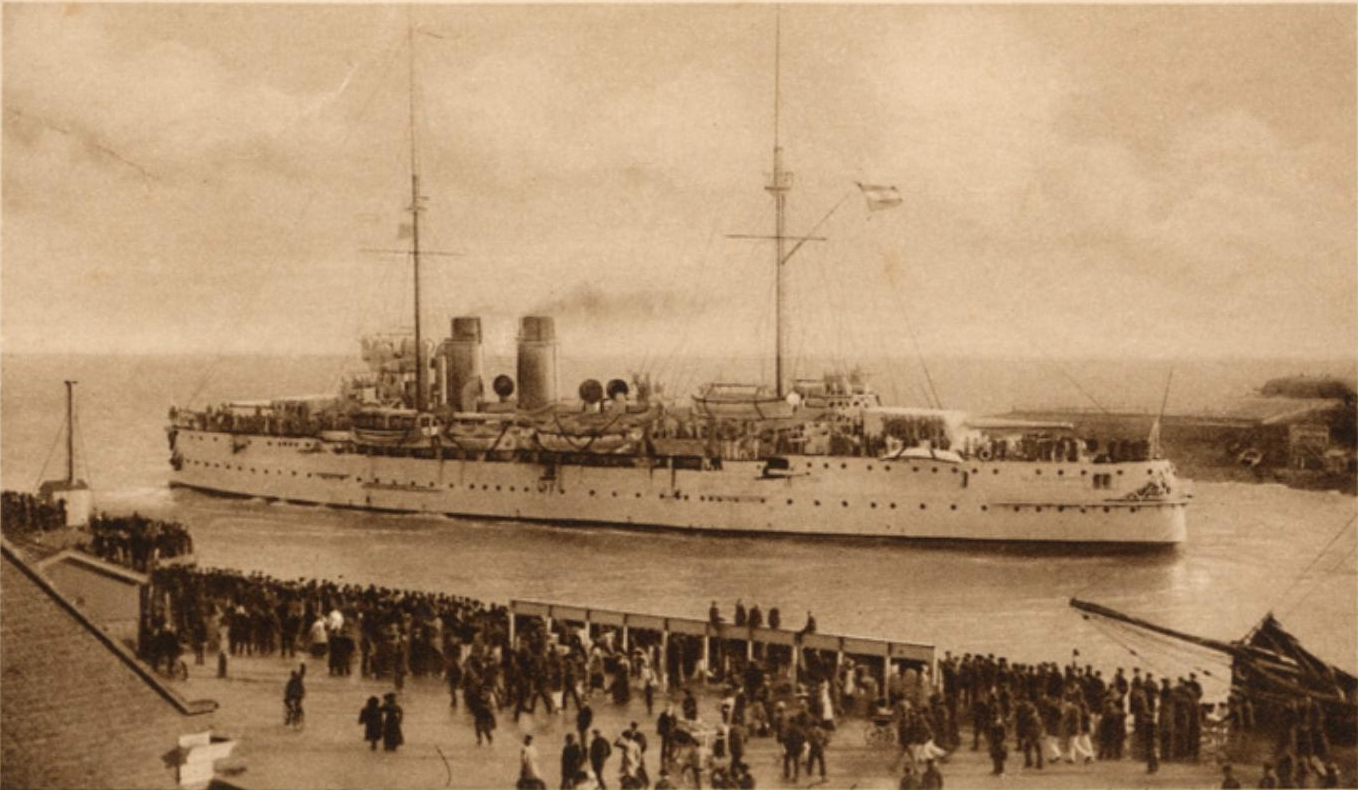
De Zeven Provinciën
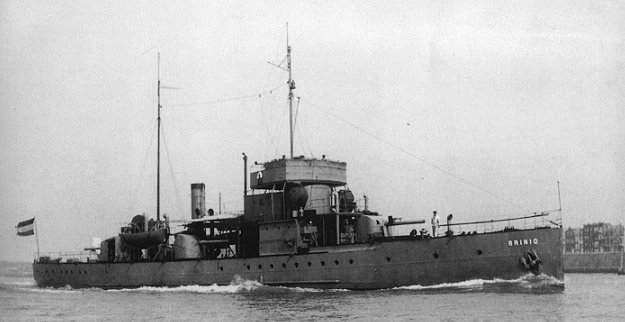
Brino